# Sociedad de inversión
Las sociedades de inversión son aquellas instituciones de inversión colectiva (abreviadamente IIC) que adoptan la forma de sociedad anónima y cuyo objeto social es la captación de fondos, bienes o derechos del público para gestionarlos e invertirlos en bienes, derechos, valores u otros instrumentos, financieros o no, siempre que el rendimiento del inversor se establezca en función de los resultados colectivos.
Las instituciones de inversión colectiva pueden ser de carácter financiero o no, adoptan la forma jurídica de sociedad de inversión o fondo de inversión.
Las sociedades de inversión, o fondos, son la forma más accesible para que los pequeños y medianos inversionistas puedan beneficiarse del ahorro en instrumentos bursátiles. El inversionista compra acciones de estas sociedades cuyo rendimiento está determinado por la diferencia entre el precio de compra y el de venta de sus acciones. Los recursos aportados por los inversionistas son aplicados por los fondos a la compra de una canasta de instrumentos del mercado de valores, procurando la diversificación de riesgos.
Estas instituciones forman carteras de valores o portafolios de inversión con los recursos que captan del público inversionista. La selección de estos valores se basa en el criterio de diversificación de riesgos. Al adquirir las acciones representativas del capital de estas sociedades, el inversionista obtiene ventajas tales como la diversificación de sus inversiones, principio fundamental para disminuir el riesgo y, la posibilidad de participar del Mercado de Valores en condiciones favorables sin importar el monto de los recursos aportados.
Las sociedades de inversión no incluyen las sociedades de corretaje, las compañías de seguros ni los bancos.
Para un inversionista pequeño o mediano, adquirir unitariamente instrumentos del mercado de valores equivaldría a concentrar excesivamente su inversión. Ello, sin considerar que, en muchos casos, son elevados los montos mínimos exigidos para la compra de un instrumento bursátil en particular. En una sociedad de inversión, en cambio, los recursos del inversionista se suman a los de otros, lo que permite ampliar las opciones de valores bursátiles consideradas.
Las sociedades de inversión están diseñadas para la inversión a largo plazo, no para el comercio a corto plazo.
En Estados Unidos, estas sociedades están reguladas por la Comisión de Bolsa y Valores de Estados Unidos. y deben estar registradas conforme a la Ley de Sociedades de Inversión de 1940.
En la legislación sobre valores de Estados Unidos, existen al menos tres tipos de sociedades de inversión:
- Sociedades de inversión de gestión abierta (fondos de inversión)
- Sociedades de certificados de importe nominal: muy raras.
- Sociedades de gestión
- Sociedades de inversión de gestión cerrada (fondos cerrados)
- UIT (unit investment trusts): solo emiten participaciones reembolsables.
- Fondos cotizados (ETF)[2]

En general, cada una de estas sociedades de inversión debe registrarse conforme a la Ley de Valores de 1933 y la Ley de Sociedades de Inversión de 1940. Un cuarto tipo de sociedad de inversión, menos conocido en virtud de la Ley de Sociedades de Inversión de 1940, es la Sociedad de Certificados de Importe Nominal.
Las sociedades de inversión no deben confundirse con plataformas de inversión como eToro, Robinhood, Fidelity y E-Trade, que son servicios o herramientas digitales que permiten a los inversores acceder y gestionar diversos instrumentos financieros como acciones, bonos, fondos de inversión, fondos cotizados (ETF), opciones, futuros, criptomonedas y bienes inmuebles.
Un tipo importante de sociedades no cubiertas por la Ley de Sociedades de Inversión de 1940 son las sociedades privadas de inversión, que no son más que sociedades privadas que realizan inversiones en acciones o bonos, pero se limitan a menos de 250 inversores y no están reguladas por la SEC. Estos fondos suelen estar compuestos por inversores muy adinerados.
Las sociedades de inversión que optan por registrarse conforme a la Ley de Sociedades de Inversión de 1940, o cualquier fondo de inversión que esté sujeto a una regulación similar en otra jurisdicción, se consideran fondos regulados. Esto proporciona ciertas protecciones y supervisión a los inversores. Los fondos regulados normalmente tienen restricciones sobre los tipos e importes de inversiones que el gestor del fondo puede realizar. Normalmente, los fondos regulados solo pueden invertir en valores cotizados y no más del 5% del fondo puede invertirse en un solo valor. La mayoría de las sociedades de inversión son fondos mutuos, tanto en términos de número de fondos como de activos gestionados.

## Historia
Los orígenes de las sociedades de inversión se remontan a finales del siglo XVIII en Europa, cuando un comerciante holandés creó uno de los primeros fondos de inversión para permitir a los pequeños inversores reunir su dinero y diversificar. En el siglo XIX, en Inglaterra, surgió la "agrupación de inversiones" con fideicomisos cuya estructura se asemejaba a la de los fondos de inversión modernos. Por ejemplo, el Foreign and Colonial Government Trust, constituido en Londres en 1868, ofrecía a los pequeños inversores las ventajas de la diversificación, antes solo al alcance de los ricos.
El Scottish American Investment Trust, fundado en 1873, fue uno de los primeros fondos en invertir en valores estadounidenses y ayudar a financiar la economía de Estados Unidos tras la Guerra Civil. Esto estableció un vínculo entre los modelos de fondos británicos y los mercados estadounidenses. El primer fondo de inversión, o fondo abierto, fue introducido en Boston en 1924 por el Massachusetts Investors Trust. Este fondo introdujo innovaciones importantes como la oferta continua de acciones, el reembolso de acciones y políticas de inversión claras.
El crack bursátil de 1929 y la Gran Depresión obstaculizaron temporalmente los fondos de inversión. Pero las nuevas normativas sobre valores de los años 30, como la Ley de Valores de 1933, restablecieron la confianza de los inversores. A continuación, numerosas innovaciones propiciaron un crecimiento constante de los activos y las cuentas de las sociedades de inversión a lo largo de las décadas.

## Denominación social
La denominación de las sociedades de inversión deberá ir seguida de las letras o palabras que hagan alusión al tipo de sociedad de inversión que se refiere; por ejemplo, denominación social seguida de "Sociedad de Inversión de Capital Variable" o de las siglas "SICAV", denominación social seguida de "Sociedad de Inversión Inmobiliaria" o de las siglas "SII", según convenga al caso.

## Sociedades de Inversión en Instrumentos de Deuda
Son sociedades que invierten en Activos Objeto de Inversión que representan deuda de los emisores (Gobierno Federal, instituciones bancarias o empresas privadas), por ello, las utilidades que obtienen son por medio de intereses y en forma secundaria por la compraventa de los títulos. El rendimiento que estas sociedades de inversión ofrecen es más pequeño que la de Renta Variable, pero de una forma más constante, y están expuestos a una menor volatilidad o riesgo. 
Las primeras de estas sociedades iniciaron su operación a finales de 1983, y básicamente se constituyeron como fondos de mercado de dinero, es decir las características básicas que ofrecían estas sociedades eran alta liquidez y rendimiento. Por consiguiente su cartera se encontraba invertida en instrumentos de mercado de dinero. 
Las Sociedades de Inversión en Instrumento de Deuda se clasifican en cinco categorías:
- De mercado de dinero: Estas sociedades invierten al menos el 90% de sus activos totales en instrumentos gubernamentales, bancarios y privados con un plazo por vencer no mayor a 90 días y con las dos más altas calificaciones para que el riesgo disminuya.
- Especializadas: El 60% de sus activos totales son invertidos en instrumentos gubernamentales, bancarios o privados, según sea su especialización, o en valores referidos a un concepto específico como tasa real o cobertura. 
  - Sociedades de inversión de cobertura: Se cubren o protegen contra devaluaciones del tipo de cambio, invirtiendo en valores referidos a dólares estadounidenses u otras divisas.
  - Sociedades de inversión de tasa real: invierten en valores que ganan rendimiento real (ajustabonos, udibonos, etc.), cubre la inflación.
  - Sociedades de inversión en algún tipo de deuda: Deuda con el gobierno federal, instituciones bancarias o corporativas.
- Combinadas: Deben diversificar su portafolio invirtiendo en más de un tipo de instrumento de deuda, con el objetivo de mejorar el rendimiento.
- En valores sin grado de inversión: El 60% de sus activos objeto de inversión totales debe invertirse en instrumentos de deuda sin grado de inversión. Estos instrumentos sin grado de inversión tiene una calificación más baja, por lo cual, al ser más riesgosos ofrecen un mejor rendimiento.
- Agresivas: No se limitan con máximos o mínimos por tipo de instrumento, ya que su estrategia está enfocada a aprovechar los movimientos del mercado (alzas, bajas y lateralidad).

## Sociedades de Inversión de Renta Variable
Fueron las primeras en aparecer en el país y sus activos se invierten en valores de renta variable e instrumentos de deuda. Pueden invertir personas físicas y personas morales. El inversionista obtiene una ganancia de capital que consiste en la diferencia entre el precio de venta y el precio de compra. Esta ganancia es exenta de impuestos para las personas físicas y es acumulable para las personas morales. Estas sociedades, al igual que las de Instrumentos de Deuda, se categorizan en:
- Indizadas: Su objetivo principal es replicar o imitar los rendimientos de algún índice, por ejemplo el IPC de la Bolsa Mexicana de Valores o el IBEX 35 de la bolsa española.
- De largo plazo: Invierten como mínimo 60% de sus activos en valores de renta variable cuya rotación anual de cartera no puede ser superior al 80%. Esto permite que el documento sea mantenido por un periodo más largo para incrementar el rendimiento.
- De la pequeña y mediana empresa: Invierten, por lo menos, 60% de sus activos totales en acciones de empresas con potencial de crecimiento.
- Sectoriales: Invierten, al menos, 60% de sus activos totales en valores de empresas de un sector específico.
- Regionales: Invierten, al menos, 60% de sus activos totales en acciones de empresas localizadas en una región en particular.
- Balanceadas: Deben invertir en una mezcla equilibrada de instrumentos de renta variable y de deuda, por ejemplo, entre 60% y 30% de renta variable y el resto en deuda.
- Preponderantemente en deuda: Deben invertir en una mezcla de instrumentos de renta variable (entre 10% y 30%) y de deuda.
- Agresivas: no tienen máximos ni mínimos por tipo de instrumento, ya que su estrategia está enfocada a utilizar los movimientos del mercado (alzas, bajas y lateralidad) para generar rendimientos. Se dice agresiva pues tiene que estar atenta a los movimientos del mercado.

## Sociedades de Inversión de Capitales
Las sociedades de inversión de capitales operarán con Activos Objeto de Inversión cuyo origen corresponda a acciones, obligaciones y bonos a cargo de empresas que promueva la propia sociedad de inversión y que requieran recursos a mediano y largo plazo. El desempeño financiero de las empresas promovidas influye en el rendimiento de estos instrumentos, debido a que la inversión se realiza en el capital de la empresa. El plazo de las inversiones de capitales, por lo general, es de largo plazo (de un año en adelante). 
Las Sociedades de Inversión de Capitales ( SINCAS ) invierten sus recursos de manera temporal en empresas que por sus características particulares presentan viabilidad financiera e importante capacidad de desarrollo productivo que derivan en un retorno sobre el capital invertido de la SINCA.

## Sociedades de Inversión de Objeto Limitado
Estas sociedades operarán con valores y documentos emitidos por empresas que requieren recursos a largo plazo y cuyas actividades están relacionadas preferentemente con los objetivos de planeación nacional del desarrollo. Por lo general, las sociedades de objeto limitado nacen de la unión de personas con un objeto o fin común, que buscan adquirir préstamos o medios de financiamiento que beneficien su sector productivo.